# Israel Horovitz
Israel Horovitz (ur. 31 marca 1939 w Wakefield, zm. 9 listopada 2020) – amerykański dramaturg, scenarzysta, reżyser i aktor, współzałożyciel Gloucester Stage Company w 1979.
Pełnił funkcję dyrektora artystycznego do 2006, a później zasiadał w zarządzie i jako emerytowany dyrektor artystyczny, aż do rezygnacji w listopadzie 2017. Po tym, jak „The New York Times” doniósł o zarzutach nadużyć seksualnych.

## Życiorys

### Wczesne lata
Urodził się w Wakefield, w stanie Massachusetts w rodzinie żydowskiej, jako syn Hazel Rose (z domu Solberg) i Juliusa Charlesa Horovitza, prawnika. W wieku 13 lat napisał swoją pierwszą powieść, która została odrzucona przez Simon & Schuster, ale pochwalił jej „cudowne, dziecięce cechy”. Mając 17 lat napisał swoją pierwszą sztukę zatytułowaną The Comeback, którą wystawiono w pobliskim Suffolk University. W 2014 opublikował zbiór wierszy, Heaven and Other Poems, w Three Rooms Press.

### Kariera teatralna
Napisał ponad 70 wyprodukowanych sztuk teatralnych, z których wiele zostało przetłumaczonych i wystawionych w ponad 30 językach na całym świecie. Wśród najbardziej znanych sztuk Horovitza jest m.in. Line, której odrodzenie rozpoczęło się w 1974 i jest najdłużej wystawianą sztuką nowojorską, kończącą się w 2018 po 43 latach ciągłego występu na Off-off-Broadwayu, The Primary English Class, What Strong Fences Make i The Indian Wants the Bronx, za którą zdobył nagrodę Obie Award za najlepszą sztukę w 1966 w Eugene O’Neill Theater Center w Waterford, Connecticut, gdzie wystąpili: John Cazale i Al Pacino, a w 1968 otrzymał nagrodę Drama Desk (Vernon Rice-Drama Desk Award). Na scenie Broadwayu w 1968 premierę miała sztuka Ranek, południe, noc (Morning, Noon and Night) z Robertem Kleinem i Charlotte Rae, a w 1991 – Park Your Car in Harvard Yard (Zaparkuj samochód na Harvard Yard) z Jasonem Robardsem. W 1987 był nominowany do nagrody Drama Desk za North Shore Fish.
Dzielił swój czas między Stany Zjednoczone i Francję, gdzie często reżyserował francuskojęzyczne produkcje swoich sztuk. W swoje 70. urodziny został odznaczony przez rząd francuski Orderem Sztuki i Literatury. Projekt 70/70 Horovitz został stworzony przez NYC Barefoot Theatre Company w celu uczczenia 70. urodzin Horovitza. Po 31 marca 2009, 70 sztuk Horovitza zostało wystawionych i / lub przeczytanych przez teatry na całym świecie, w tym w narodowych teatrach Nigerii, Beninu, Grecji i Ghany. Jest najczęściej produkowanym amerykańskim dramaturgiem w historii francuskiego teatru.
W 1979 założył Gloucester Stage Company w Gloucester w stanie Massachusetts, pełniąc funkcję jej dyrektora artystycznego przez 28 lat. Założył także The New York Playwrights Lab w 1975 i nadal pełni funkcję dyrektora artystycznego NYPL. Był współreżyserem Compagnia Horovitz-Paciotto, włoskiej grupy teatralnej, która produkuje wyłącznie sztuki Horovitza. Ponadto Horovitz jest jednym z wybranej grupy nie-aktorów, którym przyznano członkostwo w Actors Studio.
Długo przyjaźnił się z irlandzkim dramaturgiem Samuelem Beckettem i często znajdował u Becketta tematy i styl oraz inspirację do własnej pracy. Horovitz współpracował także z The Byre Theatre of St Andrews w Szkocji. W 1989 na Off-Broadwayu wyreżyserował przedstawienie Randka wdowy w ciemno (The Widow’s Blind Date) z Christine Estabrook.
W 1998 w Teatrze Telewizji Janusz Morgenstern zrealizował Cztery pory roku Horovitza z Gustawem Holoubkiem i Jadwigą Jankowską-Cieślak.

### Kariera filmowa
Jego scenariusz do tragikomedii Autor! Autor! (1982) z Alem Pacino to w dużej mierze autobiograficzna relacja dramatopisarza, który zmagał się ze stresem spowodowanym wystawieniem swojej sztuki na Broadwayu podczas próby wychowania dużej rodziny. Inne filmy, które napisał, to nagrodzony na Festiwalu Filmowym w Cannes dramat Truskawkowe oświadczenie (The Strawberry Statement, 1970) z Bruce’em Davisonem, wielokrotnie nagradzany historyczny dramat wojenny Kropla słońca (Sunshine, 1999) z Ralphem Fiennesem, napisany wspólnie z Istvánem Szabó (Europejska Nagroda Filmowa dla najlepszego scenarzysty), telewizyjny dramat biograficzny TNT James Dean (2001) z Jamesem Franco w roli tytułowej, 3 tygodnie po raju (3 Weeks After Paradise, 2002), który wyreżyserował i w którym zagrał.
Zaadaptował swoją sztukę sceniczną Moja staruszka (My Old Lady) na ekran, którą wyreżyserował latem 2013, z udziałem Maggie Smith, Kevina Kline, Kristin Scott Thomas i Dominique Pinon. Film trafił do kin na całym świecie jesienią 2014.

## Życie prywatne
Był trzykrotnie żonaty. W latach 1959–1960 jego żoną była Elaine Abber, z którą miał córkę Julie. 25 grudnia 1959 poślubił Doris Keefe, z którą miał córkę Rachael (ur. 1961), producentkę filmową, oraz dwóch synów – Matthew (ur. 1964), producenta i reżysera, oraz Adama (ur. 31 października 1966), lepiej znanego jako Ad-Rock lub King Ad-Rock, rapera, gitarzystę i aktora, członka grupy muzycznej Beastie Boys. W 1972 doszło do rozwodu. W 1981 ożenił się z Gillian Adams-Horovitz, członkinią British National Marathon Champion, z którą miał bliźnięta – Hannah i Olivera (ur. 1985).